# Lisa Schütze
Pour les articles homonymes, voir Schütze (homonymie).
Lisa Marie Schütze est une joueuse allemande de hockey sur gazon née le 5 octobre 1996 à Düsseldorf. Elle a remporté avec l'équipe d'Allemagne la médaille de bronze du tournoi féminin aux Jeux olympiques d'été de 2016 à Rio de Janeiro.